# Ettore Panizza
Ettore Panizza, właśc. Héctor Panizza (ur. 12 sierpnia 1875 w Buenos Aires, zm. 27 listopada 1967 w Mediolanie) – argentyński dyrygent i kompozytor pochodzenia włoskiego.

## Życiorys
Jako dyrygent debiutował w 1892 roku w Teatro Odeon w Buenos Aires. W latach 1895–1898 studiował u Vincenzo Ferroniego w konserwatorium w Mediolanie, studia ukończył z I nagrodą z kompozycji i gry na fortepianie. Dyrygował orkiestrami m.in. w Covent Garden Theatre w Londynie (1907–1914), La Scali w Mediolanie (1916–1917 i 1921–1932), Civic Opera w Chicago (1922–1924), Metropolitan Opera w Nowym Jorku (1934–1942) i Teatro Colón w Buenos Aires (1921–1955). Opublikował autobiografię Medio siglo de vida musical (Buenos Aires 1952).
Skomponował opery Il Fidanzato del mare (wyst. Buenos Aires 1897), Medio evo latini (wyst. Genua 1900), Aurora (wyst. Buenos Aires 1908) i Bisanzio (wyst. Buenos Aires 1939), ponadto m.in. Il re della foresta na solistów, chór i orkiestrę, Tema con variaciones na orkiestrę, Sonatę skrzypcową, Sonatę wiolonczelową, Kwartet smyczkowy, utwory fortepianowe, pieśni.